# Ḑ
Ḑ ، ḑ یا D-سدیل یکی از حروف الفبای لاتین است و برساخته از یک D با سدیلی در زیر آن. این حرف در الفبای لیوونیایی نشان‌دهندهٔ آوای [ɟ] می‌باشد. 

## منبع
Wikipedia contributors, "Ḑ," Wikipedia, The Free Encyclopedia, http://en.wikipedia.org/w/index.php?title=%E1%B8%90&oldid=547996919 (accessed July 22, 2014). 